# Altica impressicollis
Altica impressicollis là một loài bọ cánh cứng trong họ Chrysomelidae. Loài này được Reiche miêu tả khoa học năm 1862.